# Terremoto de Irpinia de 1980
El terremoto de Irpinia de 1980 tuvo lugar en Italia el 23 de noviembre de 1980, con una magnitud de momento de 6,9 y una intensidad máxima de Mercalli de X. Dejó 4.900 muertos, 8.900 heridos y 250.000 sin hogar.

## Historia
El terremoto, se produjo el 23 de noviembre de 1980, a las 19:34 hora local, teniendo una duración de alrededor de unos 90 segundos y afectando a una superficie de unos 17.000 km², que se extendía desde Irpinia a Vulture, situado entre las provincias de Avellino, Salerno y Potenza. Los municipios más afectados fueron los de Castelnuovo di Conza, Conza della Campania, Laviano, Lioni, Sant'Angelo dei Lombardi y Santomenna. Sin embargo los efectos del terremoto se extendieron a una zona mucho más grande que terminaría afectando a toda la zona de la península Central y Sur, por ejemplo la ciudad de Napoli que tuvieron daños estructurales varios edificios y casas antiguas, en Poggioreale donde se produjo el derrumbamiento de un edificio y causando un total de 52 muertos. Otros lugares donde tuvieron efectos devastadores fueron  en las Provincias de Campania y en Potenza, como Balvano donde se desplomó la iglesia de Nuestra Señora de Asunción, provocando la muerte de otras 77 personas, entre ellos 66 niños, niñas y adolescentes que participaban en una misa.
Los informes de la Oficina del Comisionado Especial, habían evaluado los daños a los edificios. Resultó que de los 679 municipios que conformaban las ocho provincias afectadas por el terremoto que son las provincias de  Avellino, Benevento, Caserta, Matera, Potenza, Salerno y Foggia, 506 municipios sufrieron daños, un 74 % del total.
Las tres provincias más afectadas de la catástrofe fueron la de Avellino, con un total de 103 municipios, Salerno con 66 municipios dañados y Potenza con un saldo de 45 municipios afectados. Un total de 36 municipios de la Fascia Epicentrale tuvieron un saldo de 20 000 viviendas dañadas, derrumbadas o hundidos. En otros 244 municipios de las provincias de Avellino, Benevento, Caserta, Matera, Foggia, Napoli, Salerno y Potenza, se produjeron importantes daños estructurales a otras 50 000 viviendas, de las cuales alrededor de 30 000 viviendas eran casas ligeras. 
En un primer momento la magnitud del seísmo, no fue evaluado como una gran catástrofe, solamente se hablaba producto de las primeras noticias como el “Terremoto de Campania”, dado por la pérdida total de las comunicaciones, que fue incapaz de dar los avisos y alarmas correspondientes. Recién por la noche se comenzó a visualizar con mayor claridad la magnitud del desastre. Pero recién en la mañana del 24 de noviembre, se pudo ver con total claridad el área de la tragedia, mediante un helicóptero que sobrevoló el lugar. Uno tras otro fueron nombrándose los municipios afectados por el seísmo y muchos centros urbanos quedaron totalmente destruidos.
En los siguientes tres días del primer terremoto, el diario Il Mattino de Napoli, realizó una nota periodística sobre la catástrofe. El 24 de noviembre el periódico ha titulado “Un momento de terror – Los muertos son cientos”, y aunque no teniendo información precisa sobre la zona afectada pero se era consciente del derrumbe de la vía romana en Napoli. El 25 de noviembre, se supo que la muerte de las personas se contabilizaban en miles y alrededor de 100 000 personas sin hogar y el 26 de noviembre, se titula “Crece el número de muertos en la catástrofe ¿10 000 son? Y se supo que las personas sin hogar ya eran de alrededor de 250 000 personas. Las cifras de muertos eran aproximadas producto de las malas comunicaciones que existía ya que el terremoto había provocado fallas en el sistema. La cifra de personas sin hogar nunca fue evaluado con precisión.

## Análisis sismológico del terremoto
El sismógrafo captó el terremoto a las 19:34 h UTC. El instituto Nacional de Geofísica y Vulcanología (INGV), determinó que el área afectada se sometió a tres fenómenos distintos de ruptura a lo largo de los diferentes segmentos de la falla. Estas áreas han sido localizadas debajo del Monte Marzano, Carpineta y Cervialto. Aproximadamente 20 segundos después de la ruptura se propagó hacia el sureste en dirección a los Llanos de San Gregorio Magno. Después de 40 segundos, se produce la tercera ruptura de la falla. La fractura ahora se ve en la superficie de la tierra y genera un escarpe, producto de la falla, visible unos 35 km. El estudio sismológico de las réplicas que sucedieron al terremoto principal, se puede visualizar una estructura cortical muy heterogénea, como por ejemplo en los cambios en la velocidad de la onda P que se muestran a diferentes profundidades, y un proceso de ruptura es extremadamente complejo. 
Las excavaciones de zanjas a lo largo del escarpe de la falla permitieron reconocer y datar terremotos predecesores del fuerte sismo de 1980, que se produjo en Irpinia. Estos resultados demostraron, que la falla responsable del terremoto en Irpinia, generaron en el pasado movimientos sísmicos similares, tales eventos sucedieron con una frecuencia de alrededor de 2000 años.

## Problemas en el rescate de supervivientes
Ante los cortes de las telecomunicaciones por el tremendo sismo y el derrumbamiento de todos los edificios, más el problema de ingresar a los lugares afectados, retrasó la labor de los rescatistas y todo el equipamiento que debían de transportar para realizar los trabajos en la recuperación de las personas atrapadas dentro de los edificios desplomados. Anteriormente hubo otros dos terremotos de los años 1930 y 1962 que fue un complemento ante el derrumbamiento masivo de los edificios en el terremoto del año 1980. La falta de organización por parte de la Guardia Civil que no era capaz de coordinar los recursos y medios para una correcta operación, también se sumó el deterioro evidente de las infraestructuras para el ingreso de los vehículos de emergencia en la zona interior. El día 25 de noviembre, el presidente de la República el Dr. Sandro Pertini, fue a la zona del desastre en helicóptero.
A su regreso de Irpinia, el presidente italiano, dio un discurso por cadena nacional a todos los italianos, realizando una enérgica crítica por la demora de los rescates a las personas que estaban sufriendo las consecuencias del terremoto. Ante estas duras palabras del mandatario italiano, provoca la destitución inmediata del gobernador de Avellino, Attilio Lobefalo y la renuncia del Ministro del Interior Virginio Rognoni.

## Ayuda internacional
Después de lo sucedido del terremoto de Irpinia, las noticias llegaron a otras partes del mundo y por la gravedad sísmica que dejó la región Central y Sur del país en ruinas, otras naciones se pusieron a disposición para la ayuda necesaria ante esta gran catástrofe.
Las naciones participantes de los rescate fueron:
- Estados Unidos: Envía un total de $ 70 millones de dólares, un total de 136 hombres con 6 helicópteros de los paracaidistas del Batallón 509.
- Alemania Occidental: Envía $ 32 millones de dólares, un hospital de campaña con 90 médicos, 650 hombres y 3 helicópteros, un grupo de expertos de la Cruz Roja, 47 voluntarios-electricistas, un grupo de rescate, un grupo de tratamiento y 16 rescatistas con perros de guía.
- Arabia Saudita: Envió un total de $ 10 millones de dólares.
- Irak: Envía $ 3 millones de dólares.
- Argelia: Envía $ 500.000 dólares.
- Bélgica: Envía 1 equipo de atención médica con 10 hombres y una ambulancia.
- Francia: Los equipos de investigación compuesto por 291 hombres con perros de guía, un total de 59 médicos militares y especialistas en rescate,12 ambulancias y un helicóptero ambulancia con personal médico.
- Austria: Envía un hospital de campaña militar con 130 médicos.
- Yugoslavia: Envía un total de 12 equipos de investigación con sondas eléctricas compuesto por 41 hombres.

## Inicio de la reconstrucción
La localidad de Laviano, sufrió la pérdida de una quinta parte de su población. De los 1500 habitantes, habían muerto un total de 303, pero recién llegaría la reconstrucción de las primeras 20 viviendas con todas las comodidades en febrero del año 1981. El 25 de abril de 1981, a 122 días de la catástrofe sísmica, las viviendas de madera tipo Chalet fueron construidas por el grupo Rubner - que se establecieron en 1990 en Irpinia con una planta de fabricación en Calitri - Se construyeron un total de 150 viviendas para un total de 450 hospitalizados. La reconstrucción de la zona, también fue uno de los peores ejemplos de la especulación inmobiliaria acerca de la tragedia. De hecho como lo demuestra una serie de investigaciones realizadas por el Ministerio Público, que durante los años posteriores al terremoto, existieron intereses y negocios oscuros detrás de la reconstrucción. En un primer momento el número de municipios afectados era un total de 339, subiendo luego a un total de 643. Este resultado fue producto de un decreto realizado por el entonces primer ministro Arnaldo Forlani, en mayo del año 1981, hasta llegar a la cifra final de 687 municipios, es decir casi un 8,4 % del total de los municipios italianos. Más de setenta centros urbanos fueron completamente destruidos o seriamente dañados y más de doscientos tuvieron daños de consideración en los edificios. Complejos fabriles y sectores de la producción artesanal se vieron gravemente afectados por el terremoto, producto del seísmo se detuvo la producción y provocó una gran crisis económica que acarreó la pérdida de miles de puestos de trabajos. Esto provocó la pérdida de decenas de miles de millones de dólares.
El número de municipios afectados, sin embargo, se vio alterada por las maniobras políticas a lo largo de los años. Para las zonas afectadas, se implementaron una serie de 2000 subsidios estimados en 5640000 dólares, y con estas medidas los políticos locales trataban de garantizar que los territorios administrados estuvieran cubiertos. Sin embargo el dinero empleado para la reconstrucción de las diferentes zonas, resultó insuficiente y los problemas continuaron en las décadas venideras. En Torre Annuziata, actualmente tiene dos barrios destruidos por el terremoto de 1980, que consiste en Penniello y el cuadrilátero de prisiones. A pesar de las importantes sumas de dinero para la reconstrucción, en el año 2007 se autorizó la inversión de € 10 millones, y € 5 millones en el año 2009. Actualmente continúa la reconstrucción. Estos barrios se convirtieron en el principal bastión de la Camorra y el sector del cuadrilátero de las prisiones sigue siendo sede del clan de Gionta y es uno de los lugares más importantes para hacer compras en la región de Campania.
En el modelo del Terremoto del Friuli de 1976 su reconstrucción se centró en la promoción industrial, y en el terremoto de Irpinia se aplicó la misma política. Aunque la zona no presentaba características industriales, incluso antes del terremoto, significó una interesante oportunidad para la región y los empresarios no dudaron en realizar las inversiones correspondientes. El mecanismo de captación era mediante la inversión con fondos públicos prevista en la creación de empresas que luego fracasaron. En los siete años posteriores al terremoto , se fundaron 26 bancos cooperativos en la zona del terremoto, de los cuales un total de 9 fueron instalados en la provincia de Avellino, y que luego estos bancos realizarían préstamos a las empresas del Norte de Italia.
Para reconstruir 20 parques industriales comprendidos entre Campania y Basilicata, se desembolsaron un total de 7762 millones de liras (alrededor de € 8 mil millones estimados en el año 2010). El costo final fue de doce veces mayor a lo esperado en la provincia de Avellino y diecisiete veces mayor en la provincia de Salerno. Según el informe final del Tribunal de Cuentas, los costos en infraestructura crecieron cerca de 27 veces más que lo previsto originalmente. Cerca del 48,5 % de las concesiones industriales fueron renovadas. El Tribunal de Cuentas denunció la "superficialidad de los resultados y la ausencia de controles adecuados"

## El post-terremoto
La primera estimación de los daños del terremoto que se realizaron en el año 1981 por la oficina del Estado (cuerpo especial diseñado para coordinar las operaciones para el cálculo de daños y perjuicios en nombre de la Presidencia del Consejo), se refirió a 8.000 millones de liras. La misma cifra creció luego en forma exponencial a más de 60 trillones de liras en el año 2000 y 32 millones de euros en el año 2008. Actualizado en el año 2010 por Sergio Rizzo, se lo estimó en € 66 mil millones. 

## La comisión Scalfaro
La ley del 7 de abril del año 1989, N. 128, estableció la Comisión Parlamentaria de Investigación sobre la aplicación de las intervenciones para la reconstrucción y el desarrollo de las zonas afectadas por los terremotos en noviembre de 1980 y febrero de 1981, de Campania y Basilicata, para el que fue elegido presidente a Oscar Luigi Scalfaro.
Scalfaro informa que: la comisión es un órgano bicameral, con las mismas atribuciones del poder judicial, que consta de veinte diputados y otros tantos senadores con la tarea de averiguar lo que el Estado había pasado en realidad, hasta entonces, para la reconstrucción de las zonas afectadas por el terremoto. En el informe final presentado en el Parlamento el 5 de febrero de 1991, el monto total de los fondos asignados por el gobierno italiano alcanzó los 50.620 millones de liras, divididos de la siguiente manera: 4684 millones para hacer frente a la emergencia; 18000 millones para la reconstrucción de edificaciones privadas y públicas, 8000 millones para la reconstrucción de las industrias y programas de desarrollo industrial, 15000 millones para el programa de viviendas de la ciudad de Napoli e infraestructuras de la ciudad; 2500 millones para los organismos gubernamentales y 393 millones que estaban atrasados a entregar.

## Lista de municipios afectado por el sismo
- Datos: Q1348884
- Multimedia: 1980 Irpinia earthquake / Q1348884